# Miloslav Mansfeld

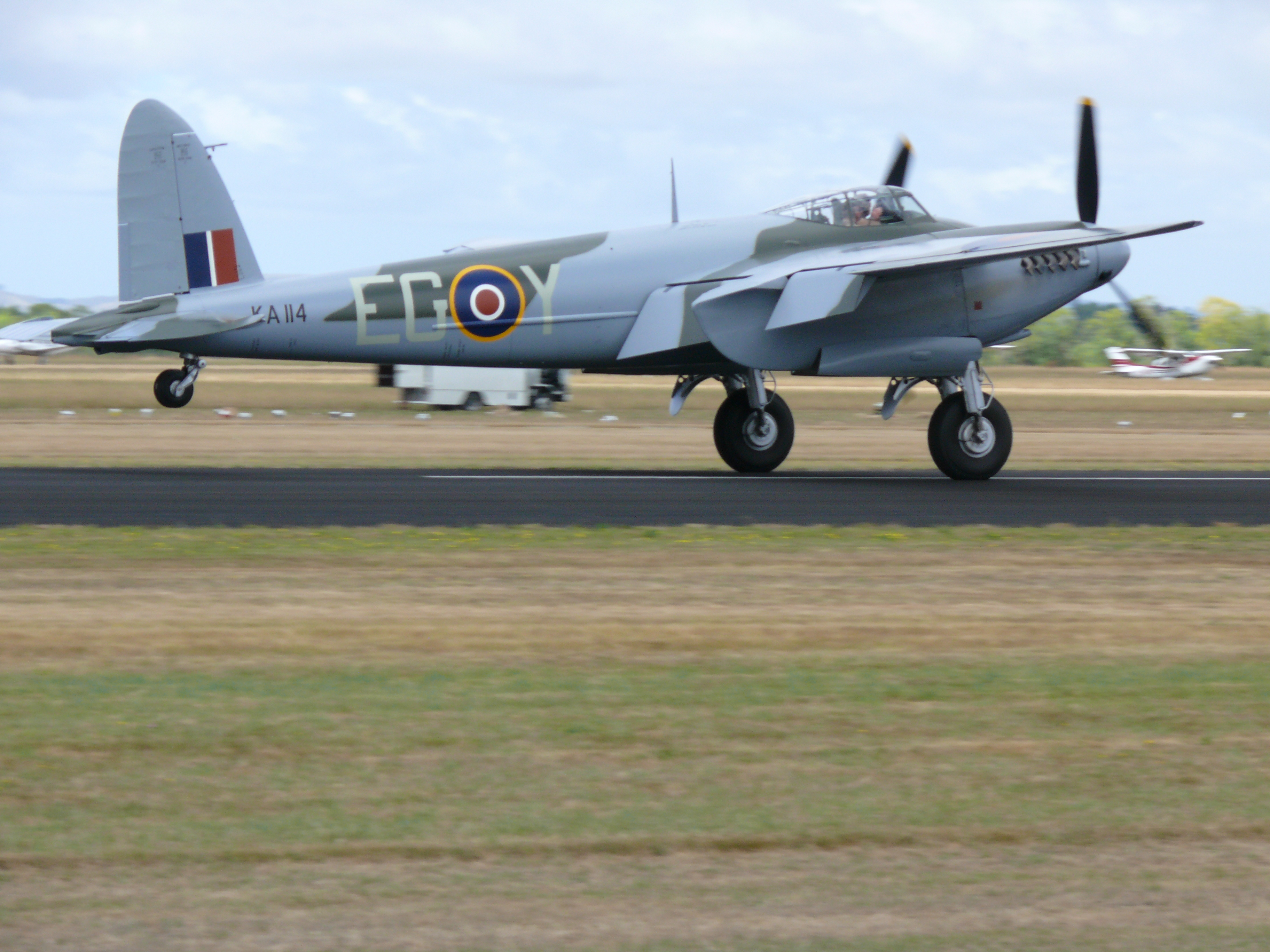
De Havilland Mosquito

Miloslav Jan Mansfeld (ur. 14 grudnia 1912, zm. 22 października 1991) – czeski lotnik, as myśliwski okresu II wojny światowej.

## Życiorys
Urodził się w 1912 w Dalovicach  w powiecie Mladá Boleslav jako syn żołnierza. Wyuczył się zawodu automechanika lecz w 1930 wstąpił do szkoły Sił Powietrznych w Prościejowie, po jej ukończeniu otrzymał przydział do eskadry rozpoznawczej. W 1934 przekwalifikował się na pilota myśliwskiego. W 1939 uciekł z Protektoratu Czech i Moraw do Polski skąd odpłynął do Francji, gdzie służył w Legii Cudzoziemskiej. Po wybuchu wojny Mansfeld wstąpił do Francuskich Sił Powietrznych, przeszedł przeszkolenie na bombowcach Bloch MB.200 i Bloch MB.210 w Châteauroux i w Afryce Północnej. Po upadku Francji przedostał się do Anglii. 25 lipca 1940 został przyjęty do Royal Air Force w stopniu sierżanta a 21 września zaczął szkolenie na myśliwcach Hawker Hurricane w 6. OTU v Sutton Bridge. Podczas bitwy o Anglię służył w 111 dywizjonie. 22 kwietnia 1941 przeniósł się do 54. OTU w Church Fenton, gdzie przeszkolił się na nocnego myśliwca. 18 lipca otrzymał przydział do 68 nocnego dywizjonu, w którym stanowił załogę dwumiejscowych Bristol Beaufighter i De Havilland Mosquito z sierżantem Slavomilem Janáčkem. Od 1943 był dowódcą eskadry A (flight A) złożonej z Czechosłowaków. Wojnę zakończył w stopniu majora (squadron leader), spędził w powietrzu 489 godzin z czego 386 w nocy.
Po zakończeniu działań wojennych wrócił do Czechosłowacji, pracował w Ministerstwie Obrony Narodowej następnie objął dowództwo 24 pułku lekkich bombowców. Na skutek komunistycznych prześladowań wrócił do Wielkiej Brytanii. Przyjęty ponownie do RAF latał na Moskitach a po przeszkoleniu na odrzutowcach Gloster Meteor. W 1958 odszedł do cywila, pracował na stanowiskach kierowniczych w grupie prasowej do 1970. W 1991 został awansowany do stopnia generała brygady.
Miroslav Mansfeld zmarł na raka 22 października 1991 w Londynie. Pochowany został na Brookwood Cemetery w hrabstwie Surrey.

## Zestrzelenia
- 13 listopada 1940 – 1/4 He 111[1]
- 27 stycznia 1941 – He 111 (uszkodzony)
- 13 października 1941 – 2 He 111
- 1 maja 1941 – 2 He 111,
- 1 maja 1941 – 1/2 Do 217
- 11 grudnia 1942 – Do 217
- 19 marca 1943 – Ju 88
- 15 maja 1944 – 2 Do 217
- 27 lipca 1944 – V-1
- 24 października 1944 – V-1[8]

## Odznaczenia
- Krzyż Wojenny (pięciokrotnie)
- Medal za Odwagę (pięciokrotnie)
- Medal Wojskowy za Zasługi
- Order Wojskowy za Wolność
- Order Braterstwa i Jedności (Jugosławia)
- Order Wybitnej Służby (Wielka Brytania)
- Krzyż Wybitnej Służby Lotniczej (Wielka Brytania)
- Krzyż Sił Powietrznych (Wielka Brytania)
- Gwiazda za Wojnę 1939–1945 (Wielka Brytania)
- Medal Obrony (Wielka Brytania)
- Medal Wojny 1939–1945 (Wielka Brytania)[3]